# گروسر مایتن
گروسر مایتن (به لاتین: Grosser Mythen) یک کوه در سوئیس است که در کانتون اشووتس واقع شده‌است. گروسر مایتن ۱٬۸۹۸ متر بالاتر از سطح دریا واقع شده‌است.